# Tamlyn Tomita

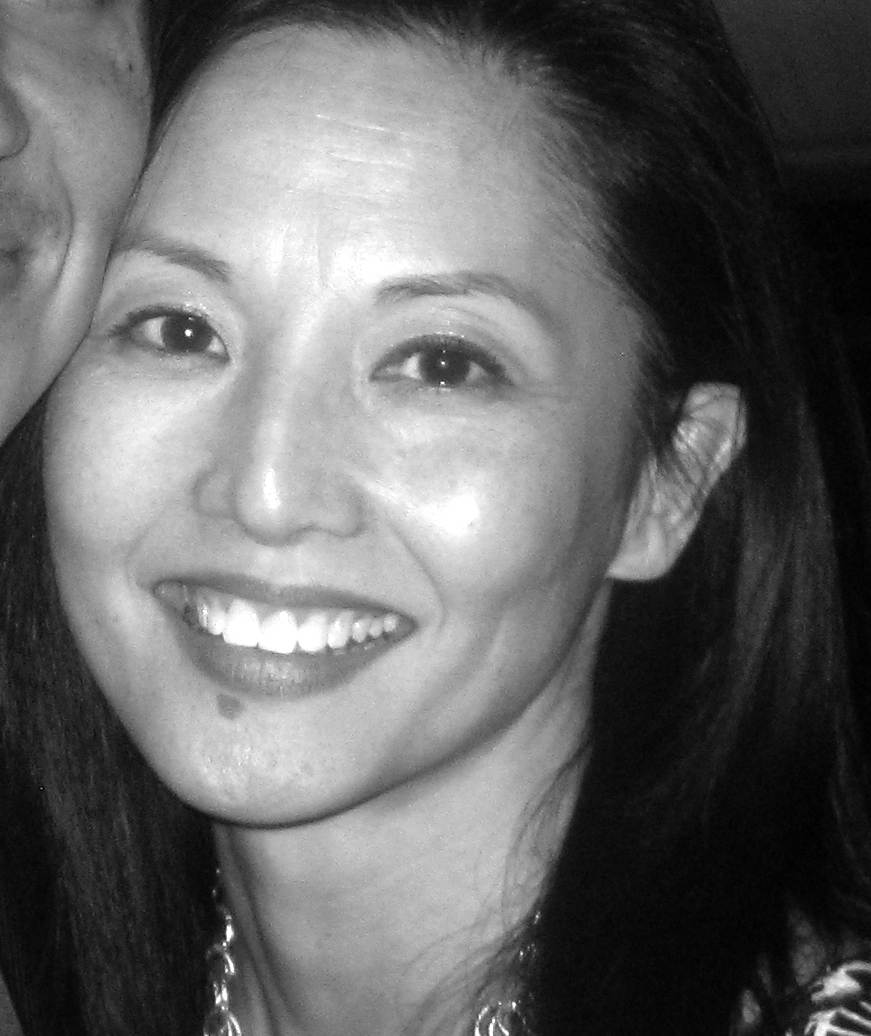
Tamlyn Tomita (2010)

Tamlyn Naomi Tomita (* 27. Januar 1966 in Okinawa, Japan) ist eine US-amerikanische Schauspielerin.

## Leben
Tamlyn Tomita ist die Tochter der Japaner Shiro und Asako Tomita und hat mütterlicherseits philippinische Vorfahren. Sie wuchs in San Fernando Valley auf.
Sie studierte zunächst an der University of California, Los Angeles, wechselte dann aber ins Schauspielfach. Ihr Filmdebüt hatte Tamlyn Tomita 1986 im Film Karate Kid II mit der Rolle der Kumiko. Diese Rolle übernahm sie 2021 erneut in der Fernsehserie Cobra Kai. Seit ihrem Debüt wirkte sie neben einigen Kinofilmen vor allem in mehreren Dutzend Fernsehfilmen und Fernsehserien mit.

## Filmografie (Auswahl)

### Filme
- 1986: Karate Kid II – Entscheidung in Okinawa (The Karate Kid II)
- 1987: Hawaiian Dream
- 1990: Du sollst nicht töten (Vietnam, Texas)
- 1990: Komm und sieh das Paradies (Come See The Paradise)
- 1993: Töchter des Himmels (The Joy Luck Club)
- 1993: Babylon 5 – Die Zusammenkunft (Babylon 5: The Gathering)
- 1994: Das Geheimnis der Braut (Picture Bride)
- 1995: Four Rooms
- 1997: Touch
- 2000: Requiem
- 2004: The Day After Tomorrow
- 2005: Only the Brave
- 2006: Peace
- 2007: Pandemic – Tödliche Erreger (Pandemic)
- 2008: The Eye
- 2008: Two Sisters
- 2010: Tekken
- 2012: White Room 02B3
- 2014: Teacher of the Year
- 2015: Daddy
- 2016: The Unbidden
- 2019: The Living Worst
- 2020: I Will Make You Mine
- 2021: The Right Mom

### Fernsehserien
- 1987: NAM – Dienst in Vietnam (Tour of Duty, Folge 1x05)
- 1987–1988: California Clan (Santa Barbara, 31 Folgen)
- 1992: Raven (Folge 1x01)
- 1992: Zurück in die Vergangenheit (Quantum Leap, Folge 4x13)
- 1994: Time Trax – Zurück in die Zukunft (Time Trax, Folge 2x01)
- 1994: Mord ist ihr Hobby (Murder, She Wrote, Folge 11x04)
- 1994: Highlander (Episode 3x11)
- 1996–1997: Burning Zone – Expedition Killervirus (The Burning Zone, 11 Folgen)
- 1996, 1998: Chicago Hope – Endstation Hoffnung (Chicago Hope Folgen 2x22, 5x11)
- 1997: Der Sentinel – Im Auge des Jägers (The Sentinel, Folge 2x18)
- 1999: Seven Days – Das Tor zur Zeit (Seven Days Folge 1x20)
- 1999: Will & Grace (Folge 2x09)
- 2000: Nash Bridges (Folgen 6x05, 6x08)
- 2001: Crossing Jordan – Pathologin mit Profil (Crossing Jordan, Folgen 1x02, 1x05, 1x08)
- 2002–2003: JAG – Im Auftrag der Ehre (JAG, 7 Folgen)
- 2002–2003: 24 (5 Folgen)
- 2006: Welcome, Mrs. President (Commander in Chief, Folge 1x11)
- 2006: Stargate – Kommando SG-1 (Stargate SG-1 Folgen 9x17, 9x19)
- 2006–2008: Stargate Atlantis (Folgen 3x01, 5x15)
- 2006–2009: Eureka – Die geheime Stadt (Eureka, 5 Folgen)
- 2007–2010: Heroes (3 Folgen)
- 2008–2009: General Hospital (6 Folgen)
- 2009: Monk (Folge 7x16)
- 2009: The Mentalist (Folge 1x16)
- 2009: Criminal Minds (Folge 4x24)
- 2009: Private Practice (Folge 3x05)
- 2010–2011: Law & Order: LA (10 Folgen)
- 2011–2012: Glee (3 Folgen)
- 2012: Zeit der Sehnsucht (Days of our Lives, 8 Folgen)
- 2012: Hollywood Heights (Daily Soap, Folgen 1x77, 1x78)
- 2013: Bones – Die Knochenjägerin (Bones, Folge 8x14)
- 2013: True Blood (Folgen 6x01, 6x08)
- 2014: Resurrection (5 Folgen)
- 2014–2015: How to Get Away with Murder (Folgen 1x07, 1x10)
- 2014–2017: Teen Wolf (16 Folgen)
- 2015: Zoo (Folge 1x03)
- 2015: Chasing Life (4 Folgen)
- 2016: Berlin Station (10 Folgen)
- 2017–2019: The Good Doctor (22 Folgen)
- 2018: Counterpart (Folge 1x08)
- 2018–2019: The Man in the High Castle (6 Folgen)
- 2020: Star Trek: Picard (6 Folgen)
- 2018, 2021: Cobra Kai (Folgen 1x04, 3x04–3x05)
- 2023: Monarch: Legacy of Monsters (3 Folgen)
- 2024: Avatar – Der Herr der Elemente (Avatar: The Last Airbender, Fernsehserie, Folge 1x02)